# Benjamin Choquert
Benjamin Choquert, né le 17 avril 1986 à Nancy est un duathlète français, quintuple champion de France courte distance de duathlon en 2015, 2016, 2018, 2022, 2024, champion d'Europe en 2019, 2020, 2021 et 2023 et champion du monde en 2019 et 2025. Il remporte la médaille d'or aux Jeux mondiaux de 2025. Il pratique également l'athlétisme en tant que spécialiste des courses de fond.

## Biographie

### Carrière sportive
Benjamin Choquert se révèle en 2015 en remportant la course courte des championnats de France de cross-country, devant Romain Collenot-Spriet. En juillet 2015, à Villeneuve-d'Ascq, il devient champion de France du 5 000 mètres dans le temps de 14 min 10 s 41, devancé par le Djiboutien Bouh Ibrhim Hassan. Il remporte également le titre de champion de France du duathlon.
Benjamin Choquert conserve son titre de duathlon en 2016. Dès le début de la compétition, il prend le contrôle de la première course à pied en imposant son rythme, suivi de près par le champion du monde 2015, Benoit Nicolas qui ,cède rien dans cette première étape. Les trente kilomètres de vélo ne permettent pas de créer des écarts significatifs, un accrochage cause quelques chutes sans gravité à proximité de la seconde transition et le Strasbourgeois Nathan Guerbeur est le premier à pénétrer dans l'aire de transition avec quelques secondes d'avance. Dès le début de la seconde course à pied, le champion de France en titre se porte au devant suivi par Benoit Nicolas, ceux-ci se livrant à un duel de haut niveau. À mi-parcours de cette seconde course à pied, Choquert parvient à hausser légèrement sa vitesse et créer un faible écart qui ne sera pas comblé par son rival. Il remporte en 1 h 19 min 26 s son second titre national consécutif.
En 2019, il remporte son premier titre mondial de duathlon, lors des mondiaux de Pontevedra en Espagne. Il démarre la course sur un rythme très élevé, emmené par le Français Yohan Le Berre. Arrivé à la première transition avec 45 secondes d'avance, il ressort en premier, Yohan Le Berre devant purger une pénalité, lequel rejoint toutefois la tête de course après quelques kilomètres. Les deux Français ne résistent pas au retour du peloton de poursuivants à mi-parcours vélo. A quelques kilomètres de la fin de l'épreuve cycliste, le Britannique Liam Lloyd et le Néerlandais Thomas Cremers tentent une dernière échappée qui leur permet de prendre trente secondes d'avance à la seconde transition. Avance qui s'avère insuffisante, Benjamin Choquert avec un rythme soutenu reprend rapidement les fuyards dès les premiers kilomètres de la seconde course à pied et s'envole seul vers son premier titre international. Il est le troisième Français à remporter le titre mondial depuis la création de l'épreuve.
En novembre 2019, il réalise lors du marathon de Valence les minimas fixés par l'IAAF pour la qualification aux Jeux olympiques d'été de 2020.
Le 7 mars 2020, il conserve son titre de champion d'Europe de duathlon à Punta Umbria (Espagne).
En parallèle de sa carrière sportive, Benjamin Choquert est en 2019, maître-nageur à la Métropole du Grand Nancy.

## Palmarès

### Palmarès en duathlon
Le tableau présente les résultats les plus significatifs (podium) obtenus sur le circuit national et international de duathlon depuis 2012.
| Année | Compétition                          | Pays       | Position           | Temps           |
| ----- | ------------------------------------ | ---------- | ------------------ | --------------- |
| 2025  | Championnats du monde de duathlon    | Espagne    | Médaille d'or      | 1 h 14 min 37 s |
| 2025  | Jeux mondiaux                        | Chine      | Médaille d'or      | 1 h 14 min 14 s |
| 2024  | Championnat de France de duathlon    | France     | Médaille d'or      | 51 min 52 s     |
| 2024  | Championnats du monde de duathlon    | Australie  | Médaille d'argent  | 52 min 26 s     |
| 2024  | Championnats d'Europe de duathlon    | Portugal   | Médaille de bronze | 51 min 40 s     |
| 2023  | Championnats d'Europe de duathlon    | Italie     | Médaille d'or      | 48 min 21 s     |
| 2023  | Championnats du monde de duathlon    | Espagne    | Médaille d'argent  | 51 min 8 s      |
| 2022  | Jeux mondiaux                        | États-Unis | Médaille d'argent  | 1 h 48 min 20 s |
| 2022  | Championnats d'Europe de duathlon    | Espagne    | Médaille d'argent  | 47 min 22 s     |
| 2022  | Championnats du monde de duathlon    | Roumanie   | Médaille d'argent  | 1 h 40 min 51 s |
| 2022  | Championnat de France de duathlon    | France     | Médaille d'or      | 53 min 33 s     |
| 2021  | Championnats d'Europe de duathlon    | Roumanie   | Médaille d'or      | 51 min 28 s     |
| 2020  | Championnats d'Europe de duathlon    | Espagne    | Médaille d'or      | 52 min 12 s     |
| 2019  | Championnats du monde de duathlon    | Espagne    | Médaille d'or      | 1 h 45 min 56 s |
| 2019  | Championnats d'Europe de duathlon    | Roumanie   | Médaille d'or      | 55 min 42 s     |
| 2019  | Championnat de France de duathlon    | France     | Médaille de bronze | 50 min 7 s      |
| 2018  | Championnats d'Europe de duathlon    | Espagne    | Médaille d'argent  | 1 h 48 min 46 s |
| 2018  | Championnat de France de duathlon    | France     | Médaille d'or      | 52 min 41 s     |
| 2017  | Championnat de France de duathlon    | France     | Médaille d'argent  | 1 h 15 min 2 s  |
| 2017  | Championnat d'Europe longue distance | Allemagne  | Médaille de bronze | 2 h 59 min 51 s |
| 2016  | Championnat de France de duathlon    | France     | Médaille d'or      | 1 h 19 min 26 s |
| 2015  | Championnat de France de duathlon    | France     | Médaille d'or      | 1 h 21 min 3 s  |
| 2013  | Championnat de France de duathlon    | France     | Médaille de bronze | 1 h 11 min 39 s |
| 2012  | Championnat de France de duathlon    | France     | Médaille de bronze | 1 h 18 min 17 s |

### Palmarès en athlétisme
- Championnats de France d'athlétisme :
  - vainqueur du 5 000 m en 2015
- Championnat de France de cross-country :
  - vainqueur du cross court en 2015
- Jeux méditerranéens
  -  médaillé d'argent du semi-marathon en 2022